# Rudolph Nytzell
Erik Rudolph Nytzell, född 9 december 1801 i Stockholm, död 4 februari 1866 i Stockholm, var en svensk hovintendent, kammarskrivare och tecknare.
Han var son till kommissarien Johan Niclas Nytzell och Anna Eva Broman och gift med Augusta Hagberg. Bland Nytzells bevarade arbeten märks ett porträtt av Jonas Andersson i Harbro som förvaras i Björnlunda kyrka, Södermanland.